# Kiekie dietrichi
Espèce
Kiekie dietrichi est une espèce d'araignées aranéomorphes de la famille des Ctenidae.

## Distribution
Cette espèce est endémique de la province de Chiriquí au Panama,. Elle se rencontre sur le mont Totumas.

## Description
Le mâle holotype mesure 13,01 mm et la femelle paratype 15,74 mm.

## Systématique et taxinomie
Cette espèce a été décrite par Omelko en 2023.

## Étymologie
Cette espèce est nommée en l'honneur de Jeffrey Dietrich.

## Publication originale
- Omelko, 2023 : « Two new species of Kiekie Polotow & Brescovit, 2018 (Araneae: Ctenidae) from the highlands of Panama. » Zootaxa, no 5323(2), p. 275-284.